# ساتیر (فیلم)
«ساتیر» (انگلیسی: Satyr (film)) فیلمی در ژانر پورنوگرافی است.

## بازیگران
- جنا جیمسون
- آسیا کاررا
- میسی
- استیسی والنتین
- کلوئی
- میکی جی
- برد آرمسترانگ
- پیتر نورد
- مارک دیویس
- تام بیرون